# Neues Rathaus (Hoyerswerda)

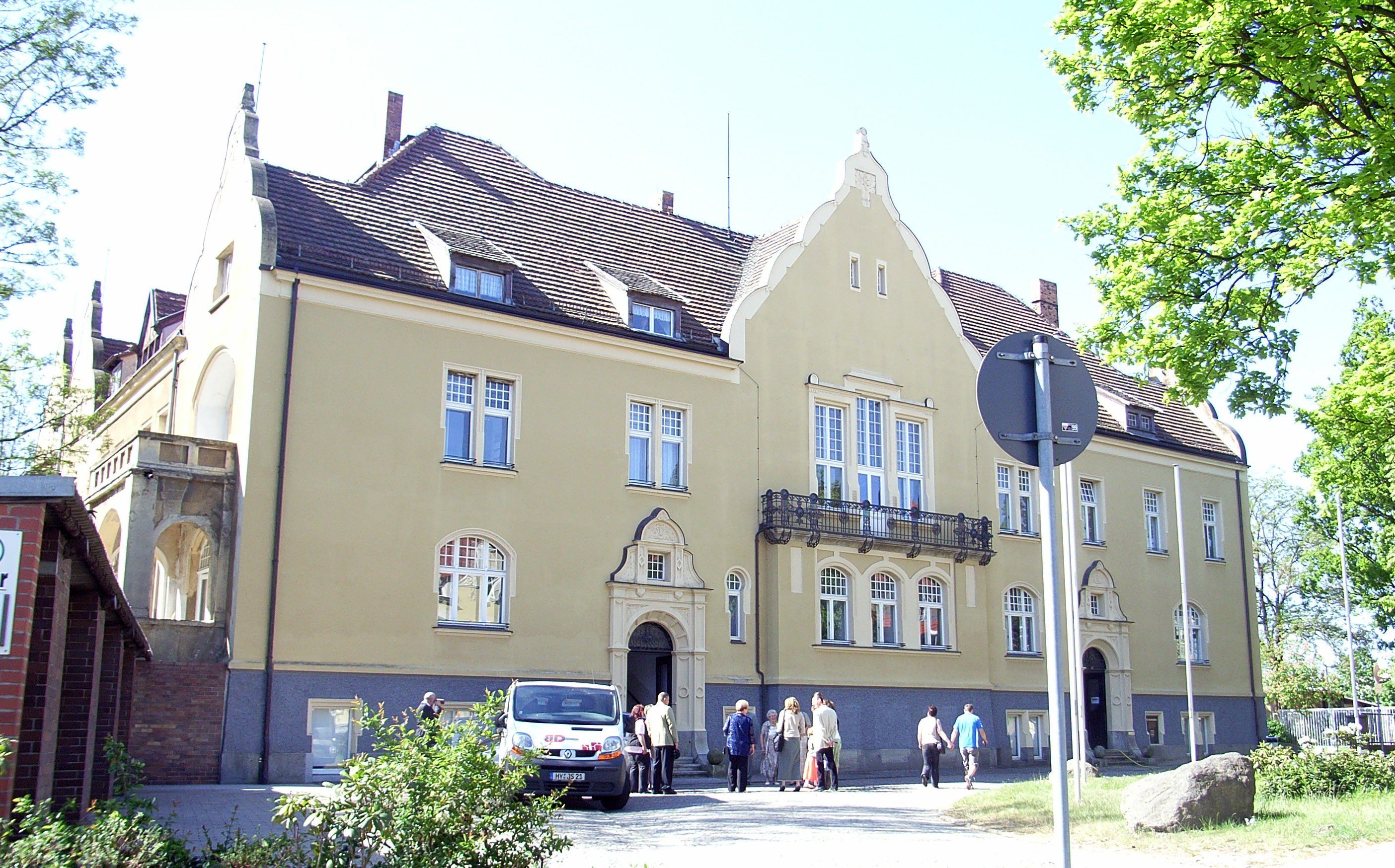
Neues Rathaus in Hoyerswerda

Das Neue Rathaus in Hoyerswerda ist ein denkmalgeschütztes Verwaltungsgebäude in der Altstadt, Salomon-Gottlob-Frentzel-Straße 1.

## Geschichte
Das Gebäude wurde 1904 als Kreishaus oder Landratsamt fertiggestellt, es war Verwaltungssitz des preußischen Landkreises Hoyerswerda, ab 1952 des gleichnamigen Kreises in der DDR. Nachdem seit 1996 kein Landkreis Hoyerswerda mehr existiert, nutzt nun die Stadtverwaltung das Gebäude als Neues Rathaus. Von 2007 bis 2011 wurde das Gebäude aufwendig saniert.